# Bajaj Qute
El Bajaj Qute (Bajaj RE60 durante su presentación en 2012) es un microcoche de motor trasero y tracción trasera producido por el fabricante indio Bajaj Auto para el mercado indio principalmente, actualmente es el primer coche de cuatro ruedas producido por Bajaj, fue presentado el 3 de enero de 2012 pero introducido oficialmente en 2019.
Desde el 22 de mayo de 2013, el gobierno indio lo clasificó legalmente como un "cuatriciclo". Como resultado, su velocidad está limitada electrónicamente a 70 km/h y solo se permite su uso con fines comerciales y una alternativa a los autorickshaws.

## Concepción
En 2010, Bajaj Auto anunció su asociación con Renault y Nissan Motor para desarrollar un automóvil de 2.500$USD, con el objetivo de lograr una eficiencia de combustible de 30 km/L (3,3 L/100 km), o el doble de un automóvil pequeño promedio, y emisiones de dióxido de carbono de 100 g/km.
Bajaj Auto presentó por primera vez el Bajaj Qute como RE60 el 3 de enero de 2012, en la Auto Expo del 2012 en Delhi. Bajaj Auto era más conocida por sus motonetas y autorickshaws de tres ruedas, y es el segundo mayor fabricante de vehículos de dos ruedas de la India y es líder mundial en vehículos de tres ruedas. El Qute es la primera incursión de Bajaj en el mercado de las cuatro ruedas. En su presentación, la compañía anunció que el automóvil tenía una alta eficiencia de combustible de 35 km/L y bajas emisiones de dióxido de carbono.
Con taxímetro incluido en el tablero del modelo base, la empresa apunta hacía los conductores de autorickshaws y ofreciendo un vehículo de cuatro ruedas tan económico de utilizar como uno de tres ruedas, pero más seguro y más cómodo.

### Especificaciones
El Qute está equipado con un motor monocilíndrico de 217 cc capaz de generar una potencia de 20 CV (15 kW). Tiene una carrocería monocasco de metal-polímero, pesa 400 kilogramos (880 libras) y su radio de giro es de 3,5 metros (11 pies). Su velocidad máxima es de 70 kilómetros por hora (43 mph).

### Seguridad
El Qute en su configuración estándar para el mercado europeo recibió 1 estrella en la clasificación de cuadriciclos Euro NCAP en 2016.

## Uso
Bajaj Auto planea lanzar y producir 5,000 unidades/mes de su muy atrasado "cuadriciclo" de cuatro plazas Qute desde su planta de Aurangabad y su precio oscilará entre ₹1,25 lakh y ₹2,5 lakh. El Ministerio de Transportes y Carreteras ha decidido permitir el funcionamiento de los cuatriciclos como vehículos de pasajeros, además de su uso comercial.

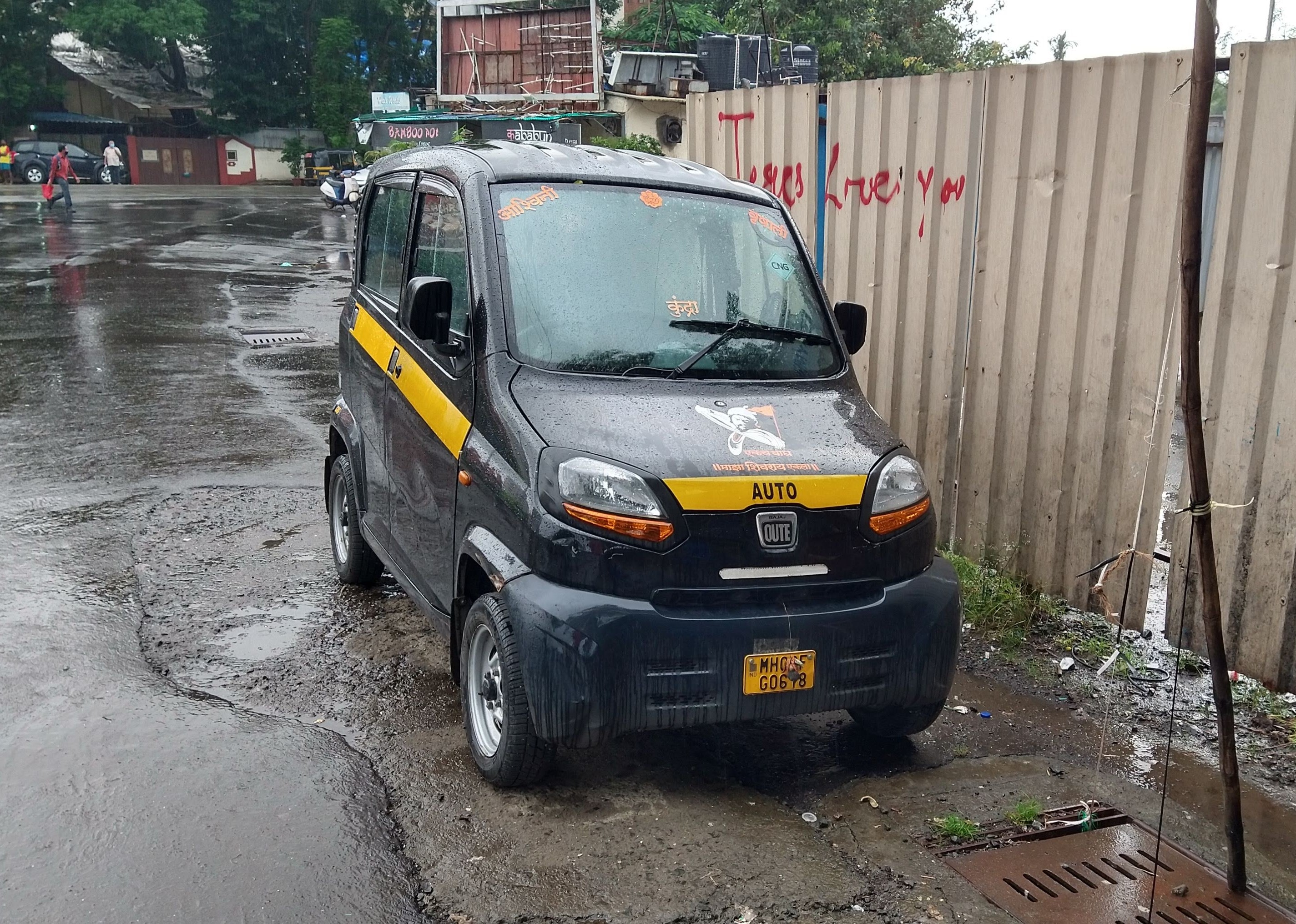
Un Bajaj Qute utilizado como mototaxi en Andheri, Bombay.

En 2019, el Qute finalmente obtuvo todas las aprobaciones para las carreteras de la India después de seis años de luchas legales e impedimentos regulatorios. Los gobiernos de 22 estados lo han aprobado y ya circula por las carreteras de seis de esos estados: Kerala, Gujarat, Rajasthan, Uttar Pradesh, Odisha y Maharashtra.

## En la cultura popular
Un Bajaj Qute aparece en la película de comedia romántica estadounidense, La ciudad perdida del 2022, donde los personajes principales lo usan antes de ser destruido.